# Madrid Nuevo Norte

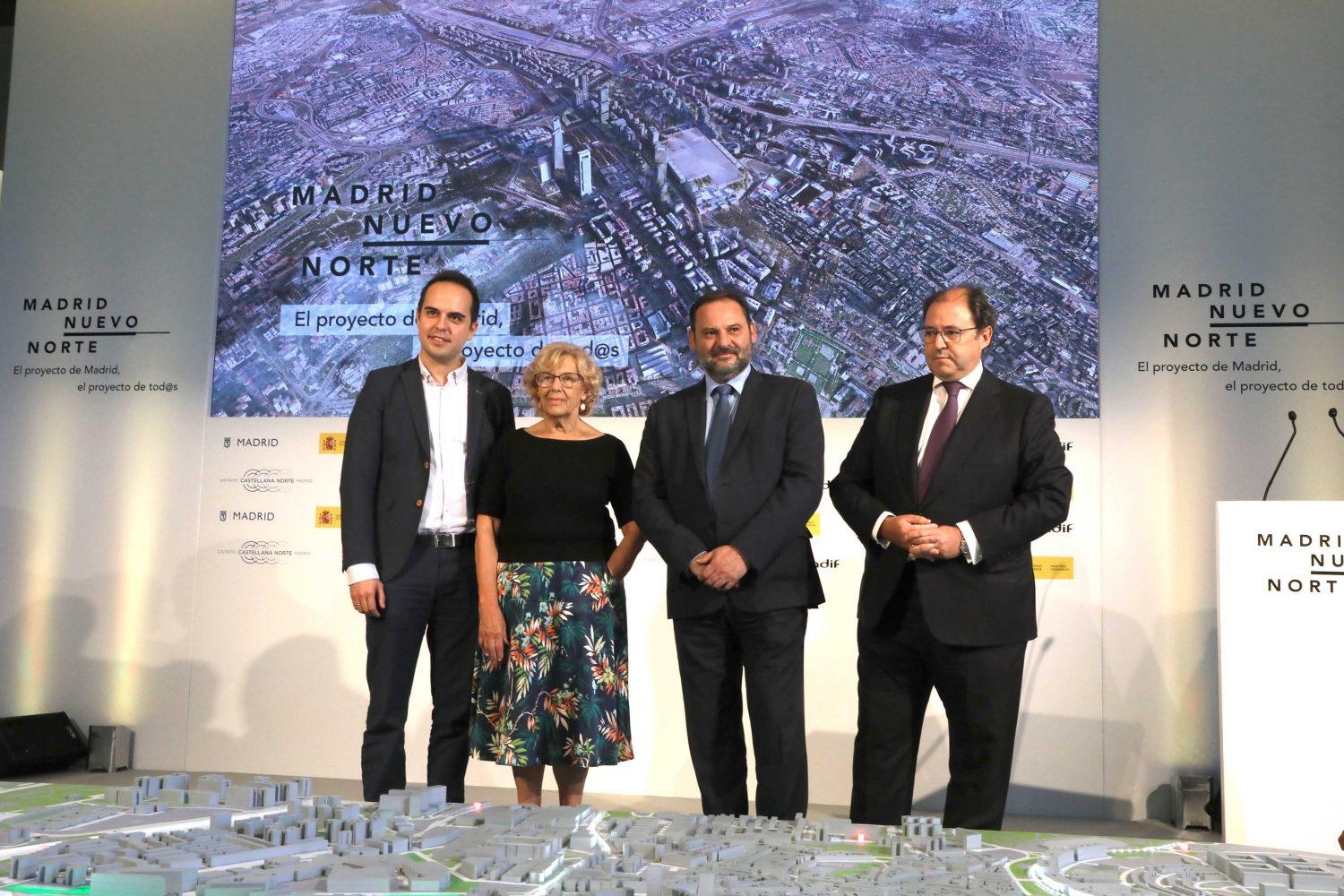
La anterior alcaldesa de Madrid, Manuela Carmena, junto al entonces ministro de Fomento, José Luis Ábalos, el presidente de Distrito Castellana Norte (DCN), Antonio Béjar, y el delegado del Área de Desarrollo Urbano Sostenible, José Manuel Calvo, presentando la propuesta final del proyecto Madrid Nuevo Norte

Madrid Nuevo Norte (MNN; anteriormente conocido como Operación Chamartín y Distrito Castellana Norte) es la marca actual del proyecto promovido por Adif (empresa estatal que gestiona las infraestructuras de ferrocarril) a través de la mercantil Crea Madrid Nuevo Norte, antes conocida como DUCH (Desarrollos Urbanísticos de Chamartín) y DCN (Distrito Castellana Norte). En ella participan BBVA, la constructora San José y Merlin Properties para la remodelación de una parte importante del norte de Madrid, amparada en la iniciativa de los últimos gobiernos municipales de remodelar el plan parcial que afectaba a la zona (revisión del plan parcial de reforma interior del área de planeamiento remitido 08.03 «Prolongación de la Castellana»). La actuación afecta a unas 311 hectáreas (en 5,6 km de longitud paralela a las vías del tren), y supone la creación de 3,3 millones de metros cuadrados al norte del distrito de Chamartín.

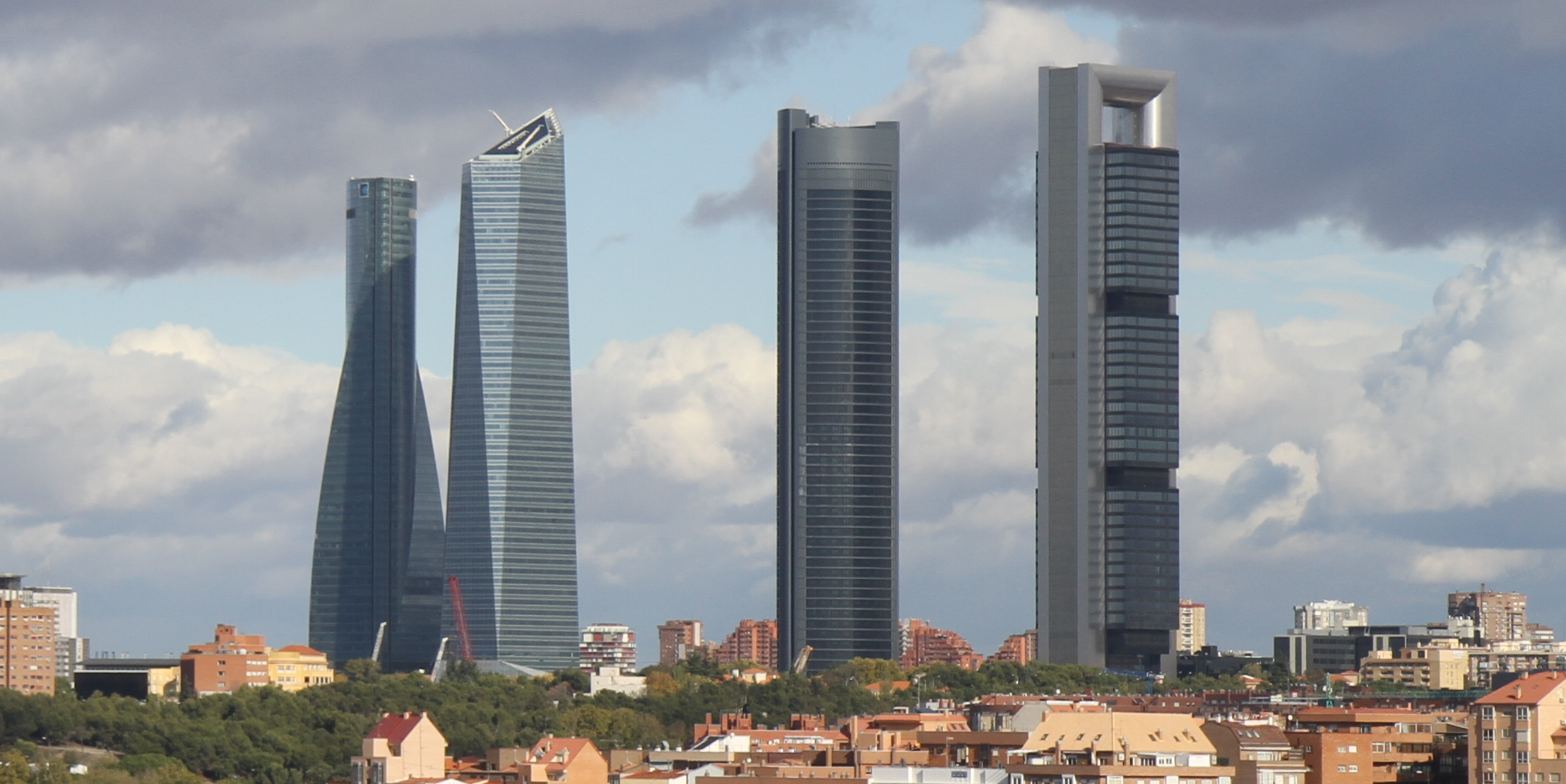
Vista del complejo Cuatro Torres Business Area, construidas entre 2004 y 2009. Las actuales torres y Madrid Nuevo Norte formarán uno de los conjuntos de rascacielos más grandes de Europa

## Historia

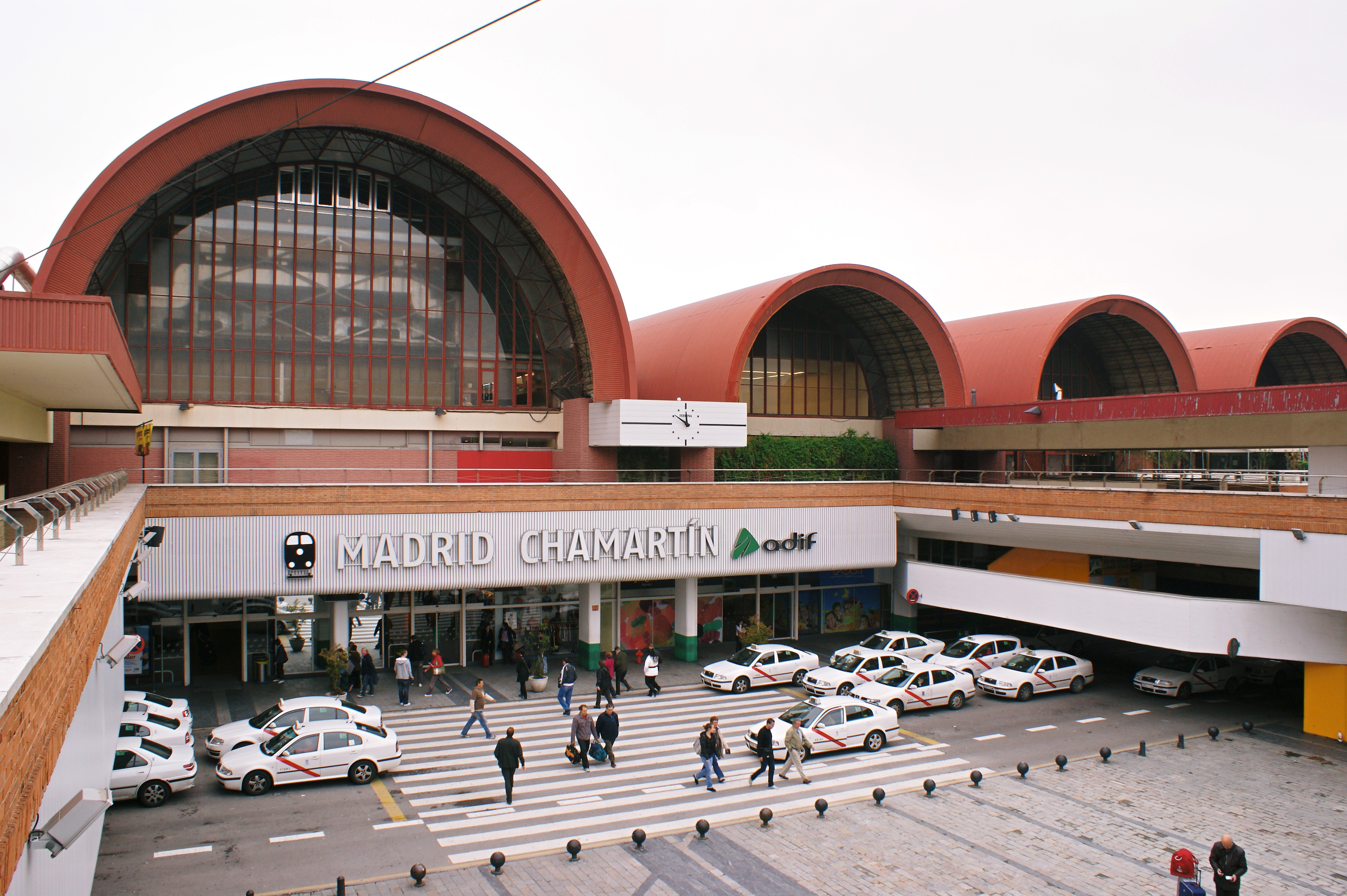
Estación de Chamartín

### Comienzos
En 1967 se construyó la estación de Chamartín, en un vacío urbano de difícil acceso y sin integración con el entorno. Los terrenos aledaños entre Pío XII y la Castellana adquirieron protagonismo inmobiliario.
A principios de la década de 1990 se planteó la ampliación de la estación. Se propuso la reordenación de todo el espacio ferroviario, incluyendo nuevos desarrollos inmobiliarios que financiaran tanto las obras ferroviarias como el desarrollo de una trama urbana que eliminara la barrera física que supone la playa de vías para la conexión entre los distritos al este y al oeste.

### Operación Chamartín
RENFE y el Ministerio de Fomento concibieron en 1993 la Operación Chamartín, como la primera actuación urbana en España que se desarrollaría a través de una concesión a un operador privado. La gestión del operador incluiría la negociación de la recalificación urbanística (usos y edificabilidad), redacción del planeamiento, resolución de problemas patrimoniales del suelo, urbanización y comercialización de las parcelas o edificios.
Hasta ese momento este tipo de operaciones se habían desarrollado por juntas de compensación privadas (AZCA, etc.) o por el sector público mediante consorcios (PVF) o sociedades públicas (Bilbao, Oviedo, etc.). Las concesiones para usos urbanos se habían desarrollado en puertos (Barcelona con el WTC y Maremagnum) pero sin desafectar el suelo como dominio público. Sin embargo en Chamartín se planteó la desafección del suelo y su posterior concesión a un operador urbanístico para que pudiera vender parcelas o arrendar el suelo o edificios construidos. El concesionario cobraba un canon fijo en obra ferroviaria y un canon variable que era un porcentaje de los beneficios que obtuviera por las ventas o arrendamientos.
El concurso concesional se celebró en 1993. De las cuatro propuestas presentadas resultó seleccionada la de Unitaria, empresa del Grupo Argentaria, que para desarrollar la operación se transformó en DUCHSA, entonces propiedad de BBVA (72,5 %) con una pequeña participación de inmobiliaria San José (27,5 %). El contrato de adjudicación de la concesión se firmó en 1994 El primer convenio sobre el proyecto se firmó en 1993. Después de varios retrasos, hacia principios de 2004 se encontraba prácticamente definido, habiendo acuerdo entre las administraciones central y local. Con el cambio de administración en las elecciones generales españolas de 2004, la nueva administración puso de manifiesto algunas disconformidades que bloquearon el proceso. En verano de 2006 el Ministerio de Fomento alcanzó un acuerdo parcial con la empresa Desarrollos Urbanísticos de Chamartín, SA (DUCH), gestora privada y propietaria de los derechos del 66 % de los terrenos de la Operación Chamartín. En el 2014, el BBVA propuso como presidente al consejo de administración de DUCH a Antonio Béjar, director de BBVA Real Estate, como presidente. Este movimiento se interpretó como el espaldarazo definitivo del banco a la operación urbanística. El Administrador de Infraestructuras Ferroviarias (Adif) y Renfe Operadora no podrían contar por el momento con los ingresos de 984 millones de euros que les iba a reportar la operación Chamartín por la compraventa de terrenos, según los contratos firmados en su día con DUCH, la promotora del proyecto. Sin embargo, pese a vencer los plazos límite para llevar a cabo la operación, las partes llegaron a un acuerdo para no reclamarse nada, al menos mientras que la cuestión esté pendiente de la Justicia.

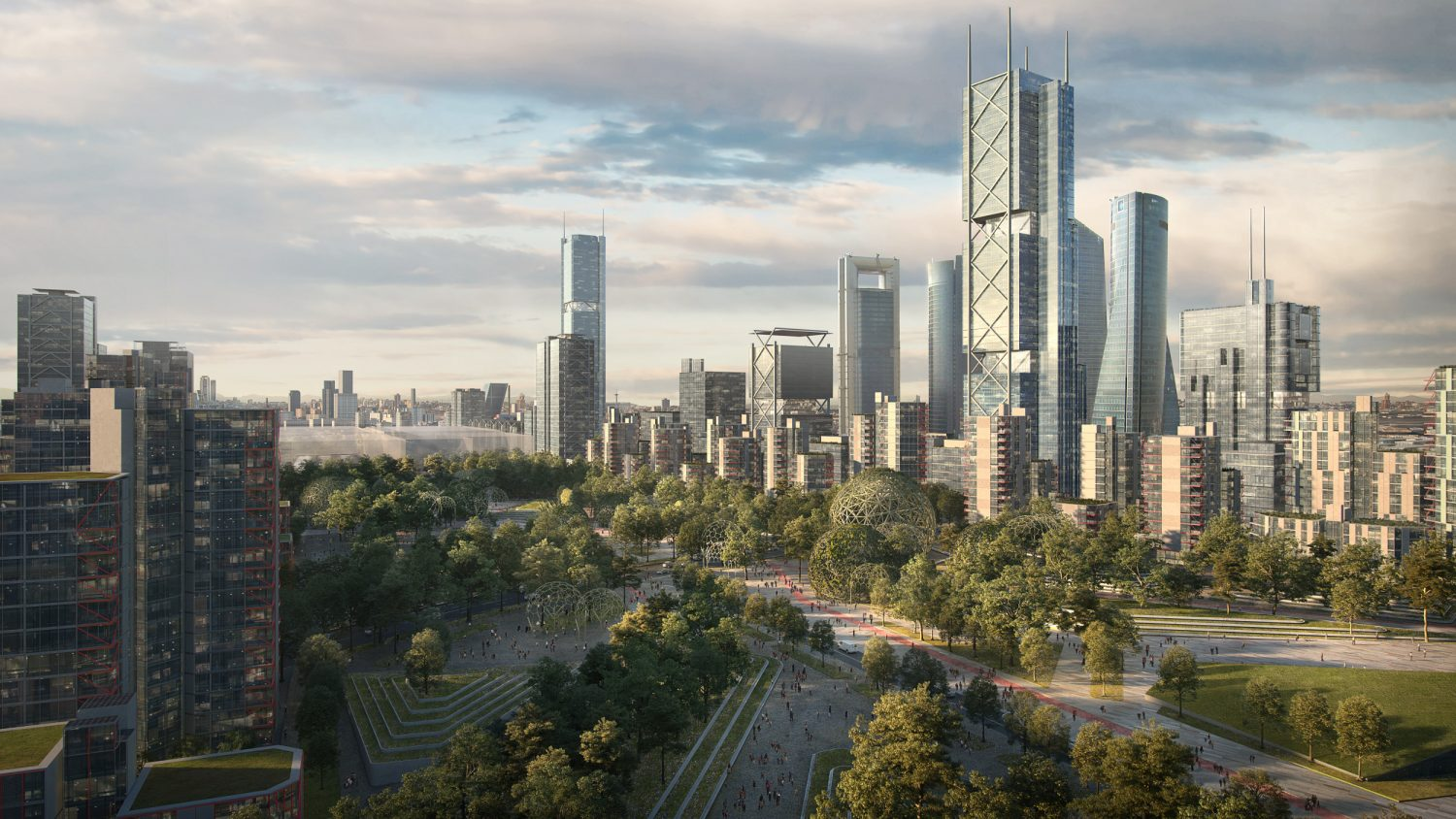
Representación especulativa del proyecto Madrid Nuevo Norte

### Proyecto del Partido Popular
El 30 de enero de 2015 se reformó el proyecto bajo el nombre de Distrito Castellana Norte, ahora con la regeneración del ámbito a lo largo de 20 años y con una inversión de 5974 millones de euros, con nuevos edificios de viviendas, rascacielos de oficinas, un área tecnológica, un parque y equipamientos.
Este proyecto fue desmantelado el 2 de febrero de 2017.

### Proyecto de Ahora Madrid
En el primer trimestre de 2018 fue revelado un nuevo plan de renovación del distrito castellana norte sobrescrito como «Madrid nuevo norte», creado por el grupo de Ahora Madrid, un proyecto que contempla la creación de 10 500 viviendas y más de 130 000 puestos de trabajo, además de un área empresarial diferente a la del anterior proyecto, el actual contempla una reducción del 35 % de las viviendas y una menor edificación, sin embargo con una mayor cantidad de viviendas protegidas 21 % (2100).

### Aprobación
El 29 de julio de 2019, ya con gobierno municipal dirigido por el Partido Popular y Ciudadanos, se aprobó por unanimidad «Madrid nuevo norte», admitiendo que, mientras se esté desarrollando, podría haber actualizaciones del plan para ir acomodándolo a las necesidades del momento a medida que pasen los años.

### Reforma estación (concurso)
El 28 de enero de 2021 inició el mayor concurso internacional de arquitectura desde principios de siglo en España. Se trata del lanzado por ADIF para reformar la estación de Chamartín (junto a las CTBA) en una futura super estación de trenes de alta velocidad, que se integrará dentro del futuro distrito de negocios de Madrid MNN (actualmente en marcha) y que conectará también con el aeropuerto.
El 10 de febrero se dieron a conocer los finalistas de este concurso internacional, con la intención de seleccionar entre ellos al mejor grupo de arquitectos para diseñar la que está llamada a ser la estación de transporte más avanzada de Europa.
Estos fueron los finalistas, entre los que figuraban los mayores estudios de Arquitectura del mundo:
- UTE Esteyco, UNStudio y b720 Arquitectura.
- UTE RSHP, Luis Vidal Arquitectos, Fhecor, Carlos Fernández Casado y AudingIntraesa.
- UTE WSP Spain-Apia, Saitec, Souto Moura Arquitectos, Mangado y Asociados, y Ezquiaga Arquitectura, Sociedad y Territorio.
- UTE Técnica y Proyectos, Grimshaw Architects y Rubio Arquitectura. Aecom Inocsa.
- UTE Ayesa Ingeniería y Arquitectura, Zaha Hadid Architects e Italferr.
- UTE Idom Consulting Engineering Architecture, BIG y Arep.
- UTE Foster+Partners, Sener Ingeniería y Sistemas, Ove Arup and Partners y Junquera Arquitectos.
- UTE Skidmore, Owings & Merrill, Tec-Cuatro, y Ava Arquitectura Técnica y Gestión (Rafael de la Hoz).
- UTE TPF Getinsa Euroestudios, Ines Ingenieros Consultores, Nexo Arquitectura y Oma Internacional.

El ganador fue la UTE liderada por Esteyco, UNStudio y b720 Arquitectura, con el proyecto «Ecosistema abierto».

## Perfil urbano
Los datos de los rascacielos que formarán parte de «Madrid nuevo norte» son oficiales y se pueden encontrar en la página oficial del proyecto, aunque así son muy inexactos y podrían variar debido a que los planos todavía no son definitivos, por lo que se espera que próximamente se aporte nueva información sobre el proyecto. El número de plantas está basado en las condiciones de edificación.
| Nombre                     | Plantas | Altura     | Fase     | Uso         | Descripción |
| -------------------------- | ------- | ---------- | -------- | ----------- | --- |
| Madrid nuevo norte 1       | ~77     | 300 - 330m | Aprobado | Oficinas    | Es el rascacielos más alto del proyecto Madrid Nuevo Norte. Todavía no se ha confirmado la altura del edificio, pero se estima que rondará entre los 300 y los 330 metros. Se convertirá en el rascacielos más alto de España, superando a la actual Torre de Cristal, y en el más alto de la Unión Europea, superando a la Varso Tower de 310m en Varsovia. |
| Madrid nuevo norte 2       | ~55     | ~250m      | Aprobado | Oficinas    | [ 10 ] |
| Madrid nuevo norte 3       | ~50     | ~230m      | Aprobado | Oficinas    | [ 11 ] |
| Torre Chamartín I          | 50      | 220m       | Aprobado | Oficinas    | |
| Madrid Nuevo Norte 4       | ~45     | ~190m      | Aprobado | Oficinas    | |
| Madrid Nuevo Norte 5       | ~45     | ~190m      | Aprobado | Oficinas    | |
| Madrid Nuevo Norte 6       | ~40     | ~160m      | Aprobado | Oficinas    | |
| Torre Chamartín II         | 38      | 160m       | Aprobado | Oficinas    | |
| Madrid Nuevo Norte 7       | ~35     | ~150m      | Aprobado | Oficinas    | |
| Madrid Nuevo Norte 8       | ~30     | ~130m      | Aprobado | Oficinas    | |
| Torre Chamartín III        | 30      | 110m       | Aprobado | Oficinas    | |
| 8 Torres Residenciales MMN | ~25     | ~100m      | Aprobado | Residencial | 8 torres de viviendas alrededor del futuro parque Juan Sebastián Elcano de Madrid Nuevo Norte. |
| Torre Chamartín IV         | 21      | 76m        | Aprobado | Oficinas    | Futura Sede de Adif en la nueva Estación de Chamartín. |

## Críticas

### Anterior proyecto
Desde el principio la operación ha sido controvertida. Sus críticos alegan que gran parte de los terrenos que en su día fueron expropiados para la construcción de la estación de Chamartín nunca fueron empleados para tal fin. La posterior cesión de los terrenos para su explotación por DUCH ha supuesto la solicitud de la reversión por los antiguos propietarios, que ha sido rechazada en varias ocasiones por los tribunales. El punto más polémico fue la pretensión de la aprobación definitiva de la revisión del plan en el último pleno de la actual corporación, que se celebraría a principios del mes de mayo de 2015, apenas dos semanas antes de las elecciones, por lo que numerosas asociaciones de vecinos, partidos políticos y particulares solicitaron su paralización para que el proyecto sea sometido a la consideración de la corporación que saliera elegida el 24 de mayo.
Otros puntos de crítica tienen que ver con el escaso número de vivienda protegida en proporción a la vivienda libre, el desigual desarrollo de la ciudad, el compromiso de financiación por parte del ayuntamiento o el déficit oculto en las cifras presentadas que tendría que asumir el presupuesto municipal, de acuerdo al convenio suscrito.

### Proyecto actual
El proyecto aprobado soluciona varias de las anteriores críticas, al tener menor edificabilidad, mayor porcentaje de vivienda protegida, más zonas verdes y mejor movilidad. 
Sin embargo la zona de negocios sigue prometiendo amplificar enormemente la relevancia económica de la ciudad, dándose así en que algunas asociaciones de vecinos estén en contra del proyecto, criticando la desigualdad que generará entre el norte y el sur de la ciudad, insistiendo en disminuir la relevancia y potencial del proyecto y ampliar las zonas verdes. Sin embargo, debido la actual situación de aprobación de esta reforma urbanística es muy improbable que esto afecte a su ejecución final.